# Helge Sten

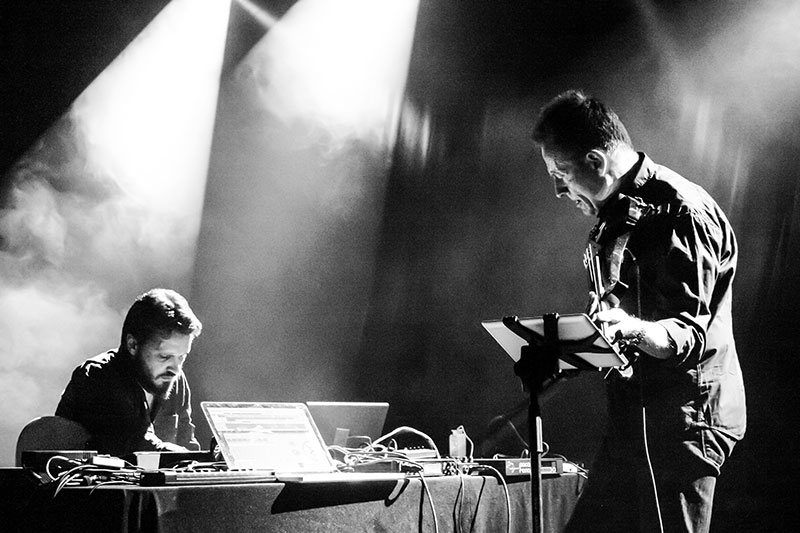
Helge Sten und John Paul Jones duo MINIBUS PIMPS, Aarhus Dänemark 2012

Helge Sten (* 26. Januar 1971 in Røros) ist ein norwegischer Jazz-, Rock- und Ambientmusiker und Musikproduzent, der auch unter dem Pseudonym Deathprod und Audio Virus aktiv ist.

## Leben und Wirken
Sten arbeitet als Musiker vor allem mit elektroakustischen Instrumenten wie Ringmodulatoren, Tonbändern und dem Theremin, außerdem spielt er auch Gitarre. Von 1991 war er unter dem Namen Deathprod tätig, unter dem er bis 2004 mehrere Tonträger vorlegte. 1994 veröffentlichte er als Deathprod das erste Album Treetop Drive, zwei Jahre später folgte sein zweites Album Imaginary Songs from Tristan da Cunha.
1993 wurde er Mitglied der Rockgruppe Motorpsycho, mit der er zunächst das Album Demon Box aufnahm. 1997 trat er beim Bergen Jazz Festival mit der Gruppe Veslefrekk auf, der Arve Henriksen, Ståle Storløkken und Jarle Vespestad angehörten. Im gleichen Jahr nahm er mit der Gruppe, die sich in der neuen Besetzung Supersilent nannte, das Tripelalbum Supersilent 1-3 auf; in den Folgejahren bis 2016 erschienen die Alben Supersilent 4 bis 13.
Mit Biosphere (Geir Jenssen) veröffentlichte Sten 1998 das Album Nordheim Transformed, 2004 erschien sein Album Morals and Dogma, 2006 das Remix-Album 6-track. Als Produzent blieb er weiterhin der Gruppe Motorpsycho verbunden. 1999 legte er mit  John Hegre und Lasse Marhaug Das Album The Comfort of Objects vor. Mit Sidsel Endresen und Christian Wallumrød spielte er 2004 das Album Merriwinkle ein. Unter eigenem Namen veröffentlichte er 2014 das Album Monochromes. 2015 erschien unter dem Namen Deathprod als Koproduktion mit Biosphere das Album Stator. Weiterhin nahm er mit Nils Petter Molvær und mit seiner Frau – der Sängerin Susanna Wallumrød – auf.